# Tidda
Tidda là một đô thị thuộc tỉnh Tiaret, Algérie. Dân số thời điểm năm 2002 là 3.476 người.